# El imperio de la pasión
El imperio de la pasión (霊 の 亡 Ai no Bōrei en su título original, conocida internacionalmente como In the Realm of Passion) es una película franco-japonesa escrita, dirigida y producida por Nagisa Ōshima en 1978. Basada en un hecho real, que inspiró la historia escrita por Itoko Nakamura y el realizador japonés, fue una coproducción entre Oshima Productions y Argos Films.
Estrenada en el Festival de Cannes de 1978 Ōshima obtuvo con esta cinta el premio al mejor director entre otros galardones y nominaciones. También fue escogida por la Academia del Cine de Japón para representar a su país en los Premios Óscar pero no fue seleccionada.

## Sinopsis
Ambientada durante el período Edo nipón la trama gira en torno a un joven, Toyoji, que mantiene un romance con Seki, una bella y joven mujer casada con Gisaburo, un hombre mucho mayor que ella. Gisaburo, conductor de carro-taxi, es feliz casado con Seki y desconoce la relación que tienen los amantes. Cada noche su mujer lo baña, le da un masaje y le ofrece sake.
Toyoji, el joven que ha terminado el servicio militar y que ha aportado pasión a Seki, celoso del marido decide que deberían asesinarlo para seguir con su relación. Una noche, después de que Gisaburo ha bebido mucho shōchū y está durmiendo en la cama, lo estrangula y arrojan el cadáver a un pozo cercano. Para evitar sospechas Seki finge ante las amistades y vecinos que su marido se ha trasladado a Tokio a trabajar.
Durante tres años Seki y Toyoji se ven en secreto. Su relación tiene momentos de intensa pasión pero, con el transcurrir del tiempo, el joven empieza a distanciarse de Seki. Finalmente las sospechas en el pueblo se van volviendo cada vez más intensas y la gente comienza a conjeturar por la naturaleza de su relación y por la extraña ausencia de Gisaburo. Para empeorar las cosas el fantasma de Gisaburo comienza a hacer acto de presencia y a perseguir a Seki. Finalmente las autoridades, alertadas por las sospechas vecinales, comienzan a investigar la desaparición del marido.

## Reparto
- Tatsuya Fuji - Toyoji
- Kazuko Yoshiyuki - Seki
- Takahiro Tamura - Gisaburo
- Takuzo Kawatani - Inspector Hotta
- Masami Hasegawa - Oshin
- Akiko Koyama - Madre del terrateniente
- Sumie Sasaki - Odame
- Taiji Tonoyama - Toichiro

## Recepción
La película obtiene valoraciones positivas en los portales de información cinematográfica.
La revista Fotogramas le concede una puntuación de 2 sobre 5.
En FilmAffinity la película obtiene una valoración de 6,4 sobre 10 con 695 votos.

"Oshima, al igual que hacía en su previa y mítica obra maestra El imperio de los sentidos, explora los límites puramente humanos y la inquietante convivencia mutua entre campos opuestos: Placer/Sufrimiento, Vida/Muerte, Razón/Autodestrucción, y obtiene otra excelente, personal y notable película."
Crítica de kafka en FilmAffinity 

En IMDb, con 3149 puntuaciones, tiene una valoración de 7 sobre 10.

"Ai no Borei es una historia de amor surrealista y sobrenatural. El remordimiento y el complejo de culpabilidad de Seki la hacen ver el fantasma de su marido asesinado estropeando la trama perfecta de su amante.(...) Las actuaciones y la dirección son excelentes, lo que convierte a "Ai no Borei" en una gran película. Mi voto es ocho."
Crítica de claudio_carvalho en IMDB 